# گاه‌شماری‌های محلی ایران
گاه‌شماری‌های محلی ایران علاوه بر گاه‌شماری‌های رسمی که هر یک در مقطعی از زمان در ایران کاربرد داشته‌اند در نواحی ایران بدلایل اقلیمی، اقتصادی ـ معیشتی و مذهبی ـ قومی در اجرای آیین‌ها و شعائر مذهبی و قومی رواج داشته یا دارند. پیشینه و ماهیت بسیاری از این گاه‌شماری‌ها بویژه به گاه‌شماری یزدگردی می‌رسد.
گروه بزرگی از گاه‌شماری‌های محلی در سواحل جنوبی دریای خزر (شمال و شمال‌غرب ایران) با تفاوتی اندک گویشی نام ماه‌های سال، با نام‌های گالشی، دیلمی و طبری معرفی شده‌اند. گاه‌شماری طبری در استان مازندران و بخش‌هایی از استان‌های گلستان، سمنان، تهران و البرز رواج دارد. ارکان این گاه‌شماری‌ها اساساً همان ارکان گاه‌شماری یزدگردی است، که از این گاه‌شماری‌ها به فرس قدیم نیز یاد می‌شود. وجود گونه‌های کم‌کاربردتر این گاه‌شماری، با همین نام ماه‌ها در یوش و کندلوس نیز وجود دارد.

همانند گاه‌شماری یزدگردی، در این گاه‌شماری‌های محلی نیز سال از دوازده ماه سی‌روزه و پنج روز اندرگاه تشکیل می‌شد. پنج روز اندرگاه در نواحی گوناگون، پیتک یا پنجک نامیده می‌شد. محل قرار گرفتن این پنج روز مانند گاه‌شماری یزدگردی پایان آبان ماه بوده‌است. نام این ماه، به‌صورت آول ماه یا اونِ ماه آمده‌است. همچنین، از آنجایی که در ۶۳۲ میلادی، هنگام ابداع گاه‌شماری یزدگردی، ماه تیر در گاه‌شماری وهیژکی (کبیسه‌دار) مقارن اسفند در گاه‌شماری جدیدالتأسیس خراجی ساسانی قرار داشته، جشن تیرگان یا تیر موسیزه، نوروز طبری نیز نامیده شده‌است.

گونه‌ای از این گاه‌شماری، با همین ویژگیها اما با نامهای اندکی متفاوت نسبت به گاه‌شماری‌های شمال ایران، در سنگسر (امروزه: مهدیشهر) واقع در شمال استان سمنان عنوان گاه‌شماری سنگسری رواج داشته‌است و گونه ای دیگر در بالاطالقان در شمال استان البرز با عنوان گاه‌شماری طالقانی نیز رواج داشته‌است.
یکی از گاه‌شماری‌های محلی ایران دارای قدمت بیشتر و مبدأئی متفاوت با مبدأ گاه‌شماری هجری شمسی، گاه‌شماری کردی است. نام نامها در گاه‌شماری کردی بر گرفته از نامهای اصیل و محلی کردی می‌باشد. سایر ارکان این گاه‌شماری (طول سال و آرایه کبیسه‌های آن) عیناً برگرفته از گاه‌شماری هجری شمسی است.
بین طایفه‌های متعدد بلوچی ـ سیستانی نیز صورتهایی از گاه‌شماری محلی شمسی برای برآوردن حوایج اقتصادی و معیشتی، و گاه‌شماری قمری برای انجام دادن امور مذهبی، وجود دارد. این گاه‌شماری قمری، با اختلاف اندک، همان گاه‌شماری هجری قمری است. این طوایف برای زمان‌یابی و تعیین موقعیتهای کشاورزی خاص در طول سال، از شناسایی و رصد برخی ستارگان بهره می‌گیرند. در گاه‌شماری شمسی این اقوام، نامهای گوناگونی برای ماه‌های سال وجود دارد. ابوریحان بیرونی نیز صورتی از نام ماه‌های گاه‌شماری سیستان را به دست می‌دهد که با هیچ‌یک از صورتهای کنونی آن شباهتی ندارد. همچنین صورتی از نام ماه‌های قمری در این منطقه ذکر شده‌است. گونه‌هایی از نوعی گاه‌شماری محلی در حوالی مشکین‌شهر و جزیره قشم نیز گزارش شده‌است.

## گاه‌شماری‌های محلی ایران
- گاه‌شماری اچمی
- گاه‌شماری طالقانی
- گاه‌شماری طبری
- گاه‌شماری دیلمی
- گاه‌شماری سنگسری
- گاه‌شماری کردی
- گاه‌شماری کردی گرمسیری سلطانی